# Sebastián Carrera
Sebastián Carrera (Buenos Aires, 25 maggio 1978) è un ex calciatore argentino, di ruolo centrocampista.